# Svobodka (Halže)
Svobodka (do roku 1948 Frauenreith) je malá vesnice, část obce Halže v okrese Tachov v Plzeňském kraji. Nachází se asi 2,5 kilometru jižně od Halže. Prochází zde silnice II/199. V roce 2011 zde trvale žilo 102 obyvatel.
Svobodka je také název katastrálního území o rozloze 4,12 km². Do jižní části katastrálního území zasahuje vodní nádrž Lučina.

## Historie
První písemná zmínka o vesnici pochází z roku 1365.

## Obyvatelstvo
| Rok            | 1869 | 1880 | 1890 | 1900 | 1910 | 1921 | 1930 | 1950 | 1961 | 1970 | 1980 | 1991 | 2001 | 2011 | 2021 |
| -------------- | ---- | ---- | ---- | ---- | ---- | ---- | ---- | ---- | ---- | ---- | ---- | ---- | ---- | ---- | ---- |
| Počet obyvatel | 280  | 285  | 278  | 285  | 307  | 273  | 302  | 162  | 95   | 102  | 65   | 60   | 76   | 102  | 107  |
| Počet domů     | 38   | 40   | 43   | 48   | 49   | 51   | 56   | 49   | 31   | 30   | 26   | 28   | 31   | 38   | 38   |

## Obecní správa
Při sčítání lidu v letech 1850–1963 Svobodka byla samostatnou obcí v okrese Tachov. Od roku 1964 je částí obce Halže v okrese Tachov.

## Pamětihodnosti
- socha svatého Jana Nepomuckého, datovaná 1830, od lidového kameníka Georga Böhma